# پوشه پرونده

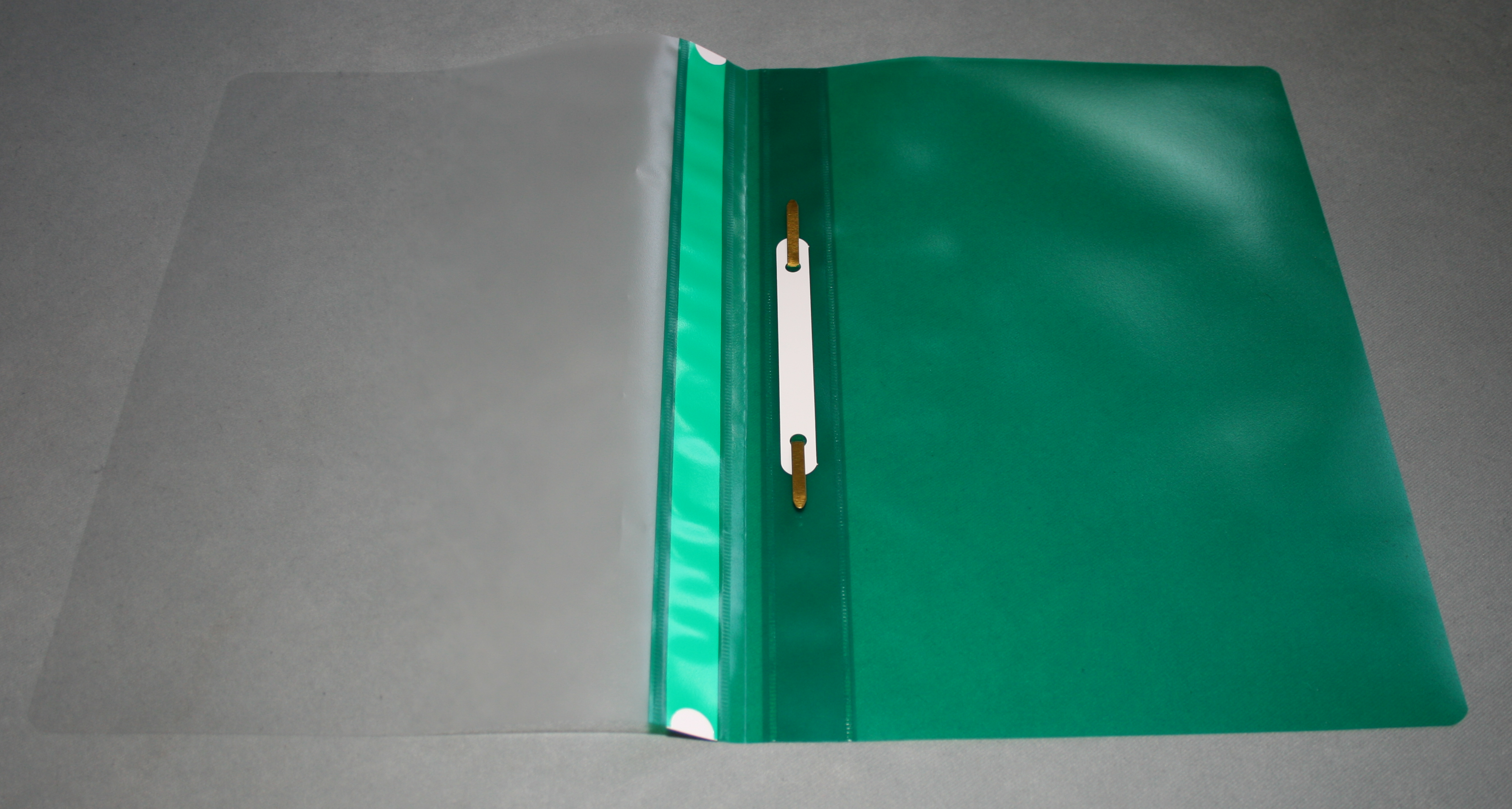
پوشه پرونده

پوشهٔ پرونده (به فرانسوی: Pochette) گونه‌ای پوشه‌است که کاغذهای رهاشده را برای نظم (آهنگ) و نگهداری کنار هم می‌گذارد. پوشه ها از اقلام مصرفی ادارات و مدارس محسوب می‌شود که برای نگهداری کاغذ ها و مدارک را به صورت منظم استفاده می‌شود.
پوشه ها دارای انواع مختلفی می‌باشند و اغلب از جنس پلاستیک و مقوا ساخته می‌شوند.

#### انواع پوشه ها
- پوشه دوار
- پوشه آویز
- پوشه کلیپ فایل
- پوشه ابر و باد
- پوشه تیغ خورده
- پوشه دکمه دار

## مقالات مرتبط
- کابینت پرونده